# Jobe Bellingham
Jobe Samuel Patrick Bellingham (* 23. September 2005 in Stourbridge) ist ein englischer Fußballspieler. Der Mittelfeldspieler steht seit 2025 bei Borussia Dortmund unter Vertrag.

## Leben
Bellingham wurde als Sohn von Denise und Mark Bellingham in West Stourbridge geboren. Er ist der jüngere Bruder von Jude Bellingham, der ebenfalls Fußballprofi ist.

## Karriere

### Im Verein

#### Birmingham City
Bellingham begann seine Laufbahn bei Birmingham City, wo er die Nachwuchsakademie durchlief. Im Alter von 15 Jahren wurde er Teil der U18-Mannschaft des Vereins, für die er zu Beginn der Saison 2021/22 regelmäßig in der U18 Premier League zum Einsatz kam. In der Rückrunde der Saison stieg der 16-jährige Bellingham in die U21-Mannschaft auf und kam im offensiven Mittelfeld zu seinen ersten Einsätzen in der Premier League 2. Daneben stand er bereits im August 2021 das erste Mal im Spieltagskader der ersten Herrenmannschaft für die Partie in der ersten Runde des EFL Cups gegen Colchester United, kam jedoch nicht zum Einsatz. Sein Debüt in der Profimannschaft gab Bellingham schließlich am 8. Januar 2022 bei der 0:1-Niederlage gegen Plymouth Argyle im FA Cup, bei der er in der 70. Spielminute für Jordan James eingewechselt wurde. Nur eine Woche später gab er am 15. Januar 2022 beim 1:1-Unentschieden gegen Preston North End sein Ligadebüt in der Schlussphase der Partie. In der restlichen Saison stand er zwar noch mehrmals im Spieltagskader des Vereins, kam jedoch nur noch zu einem weiteren Einsatz.
Im Juli 2022 wurde bekannt, dass Bellingham einen Profivertrag bei Birmingham City unterschrieben hatte, der an seinem 17. Geburtstag im September in Kraft trat. Daraufhin war in der Saison 2022/23 regelmäßiger Bestandteil des Championship-Teams. Während Bellingham in der Hinrunde überwiegend als Einwechselspieler fungierte, verpasste er große Teile der Rückrunde in Folge einer Bauchmuskelverletzung.

#### AFC Sunderland
Zur Saison 2023/24 verließ Bellingham seinen Jugendverein und wechselte zum Ligakonkurrenten AFC Sunderland, wo er einen Fünfjahresvertrag unterschrieb. Beim AFC war der 17-Jährige sofort Stammspieler und letztendlich auch in nur einem Pflichtspiel nicht für seinen neuen Verein aktiv. Gleich am 3. Spieltag schoss Bellingham Sunderland mit zwei Treffern zum 2:1-Sieg gegen Rotherham United. Im weiteren Saisonverlauf folgten für ihn noch fünf weitere Tore und eine Vorlage und in der Saisonendphase spielte Bellingham sogar häufiger als Mittelstürmer. In der Folgesaison blieb Bellingham Teil der Stammformation, agierte nun aber wieder etwas defensiver. In Folge einer roten Karte nach einem groben Foul wurde er im Winter 2024 für zwei Spiele gesperrt. In diesem Zeitraum rutschte Sunderland nach mehreren Spieltagen auf dem ersten Platz bis auf Rang 4 ab. Dieser Rang konnte aber bis zum Saisonende gehalten werden, weshalb sich Spieler und Verein für die Aufstiegs-Playoffs qualifizierten. Nachdem in diesen Coventry City ausgeschaltet wurde, gewann man im Endspiel gegen Sheffield United, woraufhin nach acht Jahren Abstinenz die Rückkehr in die Premier League gelang. Im Anschluss an die Spielzeit wurde der Mittelfeldspieler in die Mannschaft der Saison und zum besten jungen Spieler der Liga gewählt.

#### Borussia Dortmund
Im Sommer 2025 wechselte Bellingham wie schon zuvor sein Bruder Jude in die Bundesliga zu Borussia Dortmund. Dort unterschrieb er einen Vertrag bis 2030 und flog gleich nach seiner Verpflichtung Mitte Juni mit der Mannschaft in die Vereinigten Staaten für die Teilnahme an der Klub-WM. Er kam in vier Spielen zum Einsatz und verdiente sich zwei Scorerpunkte. Das fünfte und letzte Spiel, eine 2:3-Niederlage im Viertelfinale gegen Real Madrid, verpasste er gelbgesperrt.

### In der Nationalmannschaft
Bellingham durchlief mehrere englische Nachwuchsnationalmannschaften. 2021 gab er zunächst sein Debüt in der U16-Nationalmannschaft, ehe er ab September regelmäßig in die U17 berufen wurde. Im September 2022 wurde der Mittelfeldspieler erstmals für die U18-Nationalmannschaft nominiert, für die er am 21. September 2022 beim 1:0-Sieg gegen die Niederlande debütierte. Im Jahr 2024 folgten nacheinander Einsätze für die U20 sowie die U21. Zugunsten seiner Teilnahme an der Klub-WM 2025 mit seinem neuen Verein Borussia Dortmund verzichtete Bellingham im Sommer 2025 auf ein Engagement bei der U21-EM in der Slowakei.